# Úmluva o nejhorších formách dětské práce
Úmluva o zákazu a okamžitých opatřeních k odstranění nejhorších forem dětské práce, známá zkráceně jako Úmluva o nejhorších formách dětské práce, byla přijata Mezinárodní organizací práce (MOP) v roce 1999 jako úmluva MOP č. 182. Je jednou z osmi základních konvencí MOP.
Ratifikací této úmluvy se země zavazuje podniknout okamžité kroky k zákazu a odstranění nejhorších forem dětské práce, včetně otroctví, dětské prostituce, zneužívání dětí k trestné činnosti a nebezpečné práce. Úmluva se těší nejrychlejšímu tempu ratifikace v historii MOP od roku 1919.
Mezinárodní program MOP pro odstranění dětské práce (MPOD) je v tomto ohledu zodpovědný za pomoc zemím a také za sledování dodržování předpisů. Jednou z metod, kterou MPOD k pomoci zemím používá, jsou časově omezené programy.
MOP také v roce 1999 přijala Doporučení pro nejhorší formy dětské práce č. 190. Toto doporučení obsahuje mimo jiné doporučení o typech nebezpečí, která by měla být zvážena pro zahrnutí do národní definice nejhorších forem nebezpečí, kterým děti při práci čelí.
Úmluvu č. 182 podepsaly všechny členské státy MOP do 4. srpna 2020. Tato dohoda se stala nejrychleji ratifikovanou dohodou ve 101leté historii OSN.

## Účel úmluvy
Odstranění dětské práce bylo jedním z hlavních cílů MOP. Podle agentury OSN se úmluva po celém světě dotýká 152 milionů dětí, z nichž téměř polovina vykonává nebezpečnou práci. Většina dětské práce je vykonávána v zemědělském sektoru, především kvůli chudobě a obtížím, kterým čelí rodiče. Úmluva podporuje zákaz a odstranění nejhorších forem dětské práce, včetně otroctví, nucené práce a obchodování s lidmi. Zakazuje zneužívání dětí v ozbrojených konfliktech, prostituci a pornografii, nezákonné činnosti, jako je obchod s drogami a nebezpečné práci. Podle MOP klesl podíl dětské práce mezi lety 2000 a 2016 o téměř 40 procent, protože se zvýšila míra ratifikace a země přijaly zákony a politiky, včetně minimálního věku pro zaměstnávání osob.

## Ratifikace
Dne 4. srpna 2020 vysoký komisař pro Tongu ve Spojeném království, ctihodný Titilupe Fanetupouvava'u Tuita-Tu'ivakanō formálně uložil ratifikační listiny pro tuto úmluvu společně s generálním ředitelem MOP Guyem Ryderem. Jedná se o historickou událost, protože je to poprvé, kdy byla Mezinárodní úmluva o práci ratifikována všemi členskými státy.
Úmluva také nebyla rozšířena na několik nemetropolitních území států, které úmluvu ratifikovaly:
| Stát                   | Nemetropolitní území                                                            |
| ---------------------- | ------------------------------------------------------------------------------- |
| Austrálie              | Norfolk                                                                         |
| Dánsko                 | Faerské ostrovy, Grónsko                                                        |
| Francie                | Francouzská Polynésie, Nová Kaledonie, francouzská jižní a antarktická území    |
| Nizozemské království  | Svatý Martin a Karibské Nizozemsko                                              |
| Nový Zéland            | Tokelau                                                                         |
| Spojené státy americké | Americká Samoa, Guam, Severní Mariany, Portoriko, United States Virgin Islands  |
| Spojené království     | Anguilla, Bermudy, Britské Panenské ostrovy, Gibraltar, Man, Jersey, Montserrat |

## Předdefinovanénejhorší formy dětské práce
Článek 3 úmluvy Mezinárodní organizace práce 182 zahrnuje formy dětské práce, které jsou předem definovány jako nejhorší formy dětské práce. Někdy jsou také označovány jako automatické nejhorší formy dětské práce.
Předdefinované nejhorší formy dětské práce jsou:
- všechny formy otroctví nebo praktiky podobné otroctví, jako např.
  - prodej dítěte
  - obchodování s dětmi, což znamená získávání dětí pro práci daleko od domova a od péče jejich rodin za okolností, za kterých jsou vykořisťovány
  - dluhové otroctví nebo jakákoli jiná forma otrocké práce nebo nevolnictví
  - nucená nebo povinná práce, včetně nuceného nebo povinného náboru dětí pro použití v ozbrojených konfliktech
- komerční sexuální zneužívání dětí, včetně zneužívání, získávání nebo nabízení dítěte pro:[7]
  - prostituci, popř.
  - výrobu pornografie nebo pro pornografická představení
- zneužívání, získávání nebo nabízení dítěte jinými osobami pro nezákonné činnosti včetně obchodování s drogami nebo jejich výroby[7]
- práce, která svou povahou může poškodit zdraví, bezpečnost nebo morálku dětí[7]

## Nejhorší formy nebezpečí: Definováno každou ratifikující zemí
Poslední kategorií nejhorších forem dětské práce je práce, která svou povahou nebo okolnostmi pravděpodobně poškodí zdraví, bezpečnost nebo morálku dětí, nebo nejhorší formy nebezpečí, kterým děti při práci čelí. Zde Úmluva doporučila, aby okolnosti byly stanoveny po konzultaci s organizacemi zaměstnavatelů a pracovníků v konkrétní zemi. Úmluva doporučuje, aby se akční programy věnovaly konkrétně mladším dětem, dívkám, situacím, ve kterých jsou dívky vystaveny zvláštnímu riziku, a dalším skupinám dětí se zvláštními zranitelnostmi nebo potřebami. Doporučení č. 190 obsahuje doporučení týkající se typů nebezpečí, která by měla být zahrnuta do definice nejhorších forem nebezpečí v dané zemi.
Nejhorší formy dětské práce, které by měly být zakázány v doporučení MOP č. 190, jsou:
- „Jakákoli práce, která vystavuje děti sexuálnímu zneužívání (fyzickému nebo psychickému).
- Jakákoli práce, která se provádí pod zemí, pod vodou, v nebezpečných výškách nebo ve stísněných prostorách.
- Jakákoli práce, která se provádí s nebezpečnými stroji, zařízeními a nástroji.
- Jakákoli práce, která zahrnuje ruční manipulaci nebo přepravu těžkých břemen.
- Jakákoli práce, která je prováděna v nezdravém prostředí, které může například vystavit děti nebezpečným látkám, činidlům nebo procesům nebo teplotám, hladinám hluku nebo vibracím poškozujícím jejich zdraví.
- Jakákoli práce konaná za zvlášť ztížených podmínek, jako je práce po dlouhou dobu nebo v noci nebo práce, kdy je dítě bezdůvodně omezeno v prostorách zaměstnavatele.“[8]

## Státní programy na WFCL
Existuje několik programů (koordinovaných MOP nebo jinými organizacemi OSN), které stimulují dodržování úmluvy:
- Programy Mezinárodní organizace práce zabývající se nejhoršími formami dětské práce
  - Časově vázané programy pro vymýcení nejhorších forem dětské práce;
  - Mezinárodní program pro odstranění dětské práce;
  - Národní programy o komerčním sexuálním zneužívání dětí.

V koordinaci činností hraje roli zvláštní zpravodaj pro prodej dětí, dětskou prostituci a dětskou pornografii.